# Galeodes levyi
Galeodes levyi är en spindeldjursart som beskrevs av Harvey 2002. Galeodes levyi ingår i släktet Galeodes och familjen Galeodidae. Inga underarter finns listade i Catalogue of Life.